# Kepler-442b
Kepler-442b es un exoplaneta situado según el Exoplanet Archive de la Nasa a 1193,6344 años luz de la Tierra — 365,97 pársecs— descubierto por el telescopio espacial Kepler y perteneciente a los ocho planetas cuya existencia fue confirmada a principios de enero de 2015. Ocupa el cuarto lugar entre los mayores candidatos a análogo terrestre, con un índice de similitud con la Tierra del 84 %, y es el único de ellos que por sus características podría ser un planeta superhabitable considerando su masa, radio, ubicación en la zona habitable, tipo estelar y cantidad de radiación ultravioleta recibida.
La mayor parte de sus características han sido estimadas partiendo de la información extraída de sus tránsitos frente a la estrella Kepler-442. Aunque ocupa la cuarta posición en el catálogo de exoplanetas confirmados potencialmente habitables por grado de semejanza con la Tierra, es el primero de la lista que probablemente rota sobre su propio eje, contando con ciclos de día y noche. Esta y otras razones convierten a Kepler-442b en uno de los principales objetivos en la búsqueda de vida extraterrestre.

## Características

### Estrella
La estrella Kepler-442 es una enana naranja —clasificación estelar tipo K-intermedio—, con una masa de 0,61 M☉, un radio de 0,59 R☉ y una temperatura superficial de 4129 °C. Su metalicidad, estimada en -0,37, es inferior a la del Sol, lo que indica una relativa escasez de elementos pesados —es decir, todos salvo el hidrógeno y el helio—.
Las enanas naranjas son relativamente pequeñas y longevas, aunque no tanto como las enanas rojas, y pueden permanecer entre 15 000 y 30 000 millones de años en la secuencia principal frente a los 10 000 millones del Sol. Aunque el ciclo vital de las estrellas guarde una relación inversa con la masa y luminosidad del cuerpo estelar, las estrellas más pequeñas —tipo M y K-tardío— presentan graves problemas para la vida. Al principio de sus vidas, la actividad de las estrellas es muy alta, presentando gran cantidad de manchas estelares y emitiendo fuertes vientos cargados de partículas. La duración de este período aumenta cuanto más pequeña sea la estrella, alcanzando su máximo en los aproximadamente 3000 millones de años que comprende este período en las enanas rojas —frente a los 500 millones de una estrella tipo G como el Sol—. Además, su menor tamaño también incide en la localización de la zona habitable, exponiendo en demasía a los planetas potencialmente habitables que las orbiten —pueden estar anclados por marea a sus estrellas, perder sus atmósferas por escape hidrodinámico, carecer de un campo magnético significativo, etc.—.
Sin embargo, los expertos coinciden en que las de tipo K como Kepler-442, a medio camino entre las enanas rojas y las enanas amarillas como el Sol, pueden ser las más idóneas para la vida. Las enanas naranjas son más estables, viven más tiempo, varían menos y cualquier planeta potencialmente habitable en torno a una de ellas estaría menos expuesto a la radiación UV que la Tierra; sin presentar las desventajas de las de tipo M o K-tardío.
La edad del sistema es desconocida, fijándose un límite inferior de 2700 millones de años y uno superior de 8100, siendo 2900 el valor más probable. Como referencia, el sistema solar tiene una edad de 4568 millones de años.

### Tamaño
Con una masa estimada de 2,34 M⊕ y un radio de 1,34 R⊕, Kepler-442b se encuentra prácticamente en el óptimo para la vida establecido por los expertos —de aproximadamente 2 M⊕ y unas dimensiones que permitan conservar una densidad similar a la de nuestro planeta—. La densidad correspondiente a un cuerpo planetario de estas características sería de 5,35 g/cm³, prácticamente idéntica a la de la Tierra —5,515 g/cm³—; y su gravedad sería un 30% mayor que la terrestre —una diferencia tolerable para el ser humano, que haría que una persona de unos 80 kg pesase poco más de 100 sobre su superficie—. Comparativamente, las dimensiones de la Tierra y Kepler-442b —un 34 % mayor— son menos dispares que las de la Tierra y Marte —con un 53 % del diámetro terrestre—.
Considerando que la masa y radio de Kepler-442b son menores que las 6 M⊕ y 1,6 R⊕ marcados en un estudio reciente del equipo HARPS-N como límite entre los planetas telúricos y los gaseosos, la probabilidad de que la composición del exoplaneta sea principalmente de roca-hierro como Venus y la Tierra es alta, superior al 60 %. Sin embargo, es habitual que en estrellas poco masivas los exoplanetas situados en la zona habitable tiendan a acumular más agua que nuestro planeta. Esto, unido a la baja metalicidad de su estrella y a la falta de datos sobre el resto de planetas del sistema, hace que no pueda descartarse la posibilidad de que Kepler-442b sea un planeta océano.

### Temperatura

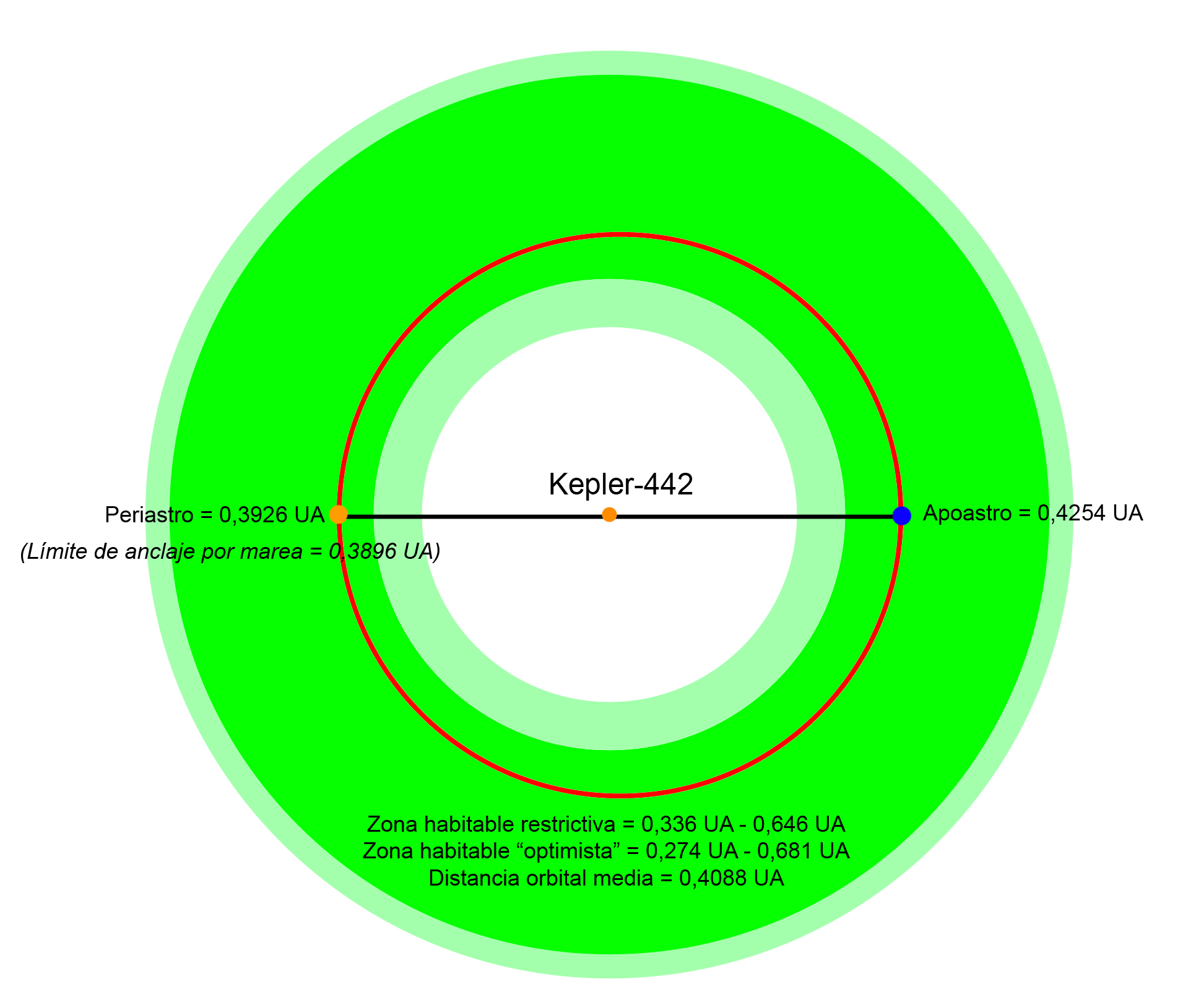
Órbita de Kepler-442b.

Su temperatura superficial —considerando una atmósfera similar a la de la Tierra— es de -2,65 °C, que convierten a Kepler-442b en un psicroplaneta —término utilizado para denominar a aquellos planetas potencialmente habitables con temperaturas medias de entre -50 °C y 0 °C— según la clasificación térmica de habitabilidad planetaria del PHL. Aun así, se encuentra desplazado hacia el confín interno de la zona de habitabilidad del sistema —aunque menos que la Tierra—, a 0,41 UA de su estrella y con un periodo orbital de 112 días. Como referencia en términos relativos, el indicador «HZD» del PHL —distancia respecto al centro de la zona habitable— para Kepler-442b es de -0,34 frente a los -0,5 de la Tierra, donde -1 marca el límite interior de la zona de habitabilidad y +1 el límite externo, siendo el 0 su centro —es decir, ambos pertenecen a la zona habitable de sus sistemas y se encuentran desplazados hacia el confín interno, aunque Kepler-442b se sitúa más próximo al centro—. Teóricamente, los planetas con un «HZD» próximo a cero son potencialmente mejores para la vida que aquellos con un «HZD» más cercano a -1 o +1. Según sus descubridores, hay un 96,9 % de probabilidades de que Kepler-442b orbite en la zona habitable de su estrella.
La mayor masa de Kepler-442b en relación con la Tierra, puede suponer una atmósfera más densa que haga al planeta más cálido de lo previsto. En cualquier caso, la temperatura media de la Tierra —de 14 °C— se debe al efecto de las zonas frías del planeta sobre el promedio global, existiendo amplias zonas donde las temperaturas superan los 20 °C durante la mayor parte del año —especialmente en la zona intertropical—. De igual modo es posible que, en caso de que cuente con una atmósfera similar a la terrestre, existan amplias regiones en Kepler-422b donde las temperaturas superen los 10 °C durante buena parte del año. En comparación, Marte, objeto de estudio como posible hogar para la vida en el pasado o incluso en el presente —posibles organismos unicelulares en bolsas de agua del subsuelo—, tiene una temperatura superficial casi 30 °C más baja que Kepler-442b —excluyendo los efectos atmosféricos— y sigue perteneciendo a la zona habitable del sistema solar. Se cree que la Tierra seguiría siendo apta para la vida si tuviese una órbita similar a la marciana.
Sin embargo, también existe la posibilidad de que la menor temperatura se traduzca en casquetes polares mayores que los de la Tierra, que hayan llevado al planeta a una glaciación global permanente a imagen de la que se sospecha que sufrió la Tierra en el período Criogénico, mediante un proceso retroalimentativo de las masas de hielo.
Las bajas temperaturas medias estimadas de Kepler-442b representan el mayor problema de cara a la presencia de vida compleja en el planeta y justifican —junto a la clase estelar— los 0,04 puntos de «SPH» concedidos por el Laboratorio de Habitabilidad Planetaria —en inglés, PHL— de la Universidad de Puerto Rico en Arecibo, frente a los 0,72 de la Tierra. Este baremo, cuyas siglas provienen del inglés Standard Primary Habitability, mide la idoneidad de un planeta para la vegetación en una escala de 0 a 1. De existir, es posible que las formas de vida vegetales de Kepler-442b tengan un color distinto al de las terrestres, capaz de absorber una mayor cantidad de la energía emitida por su estrella —probablemente rojo, frente al verde predominante en la Tierra—.

### Anclaje por marea

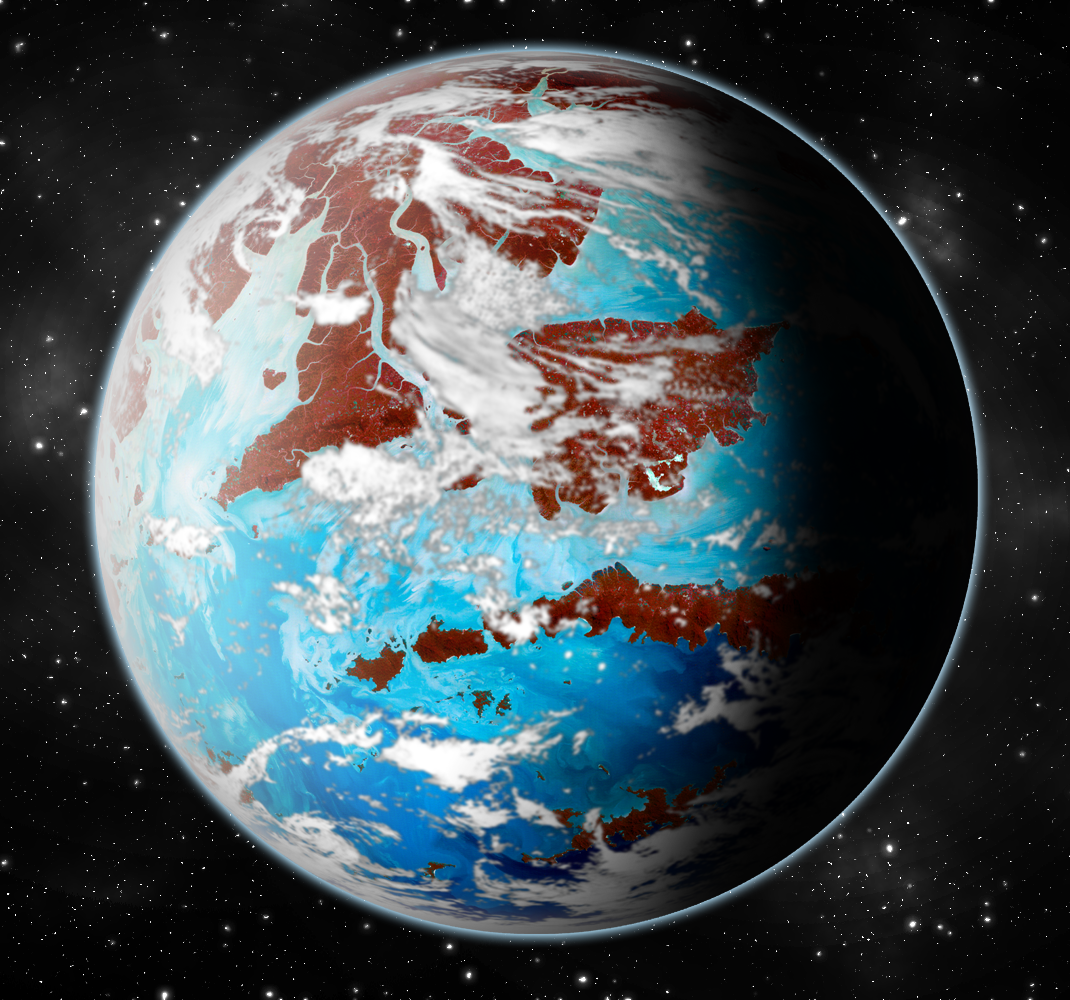
Impresión artística de Kepler-442b.

Es habitual que los cuerpos planetarios situados en la zona habitable de estrellas poco masivas se encuentren anclados por marea, sincronizando su rotación con su órbita estelar y presentando siempre una misma cara a su estrella. Como resultado, estos planetas contarían con un hemisferio diurno y otro nocturno. Sería un escenario potencialmente problemático para la vida, ya que podría reducir o incluso destruir su campo magnético, suponer la congelación de toda la atmósfera en la cara nocturna, sobreexponer el hemisferio diurno a los efecto de la estrella, etcétera.
No obstante, según los cálculos del PHL, Kepler-442 —que orbita a una distancia media de 0,41 UA— se encuentra justo por encima de dicho límite —0,39 UA— y es improbable que presente acoplamiento de marea, dada su posición respecto al centro de la zona habitable del sistema. Además, investigaciones recientes sugieren que el efecto de las corrientes de aire sobre la superficie de un planeta podría dificultar el anclaje en cuerpos planetarios teóricamente acoplados por marea a sus estrellas, especialmente si cuentan con una atmósfera más densa que la de la Tierra —en tal caso, la velocidad de rotación sería considerablemente más lenta y los días abarcarían varias semanas o incluso meses—. En el sistema solar, parece haber una relación directa entre la masa planetaria, la distancia respecto a la estrella y la duración de los días —los cuerpos más masivos y alejados de la misma presentan mayores velocidades de rotación—. Esto podría suponer que los días deberían ser más cortos en Kepler-442b que en la Tierra, pero la distancia entre nuestro planeta y el límite de anclaje por marea es mucho mayor que la correspondiente a Kepler-442b. Por tanto, debería presentar ciclos de día y noche como la Tierra, aunque su duración es una incógnita.

### Atmósfera

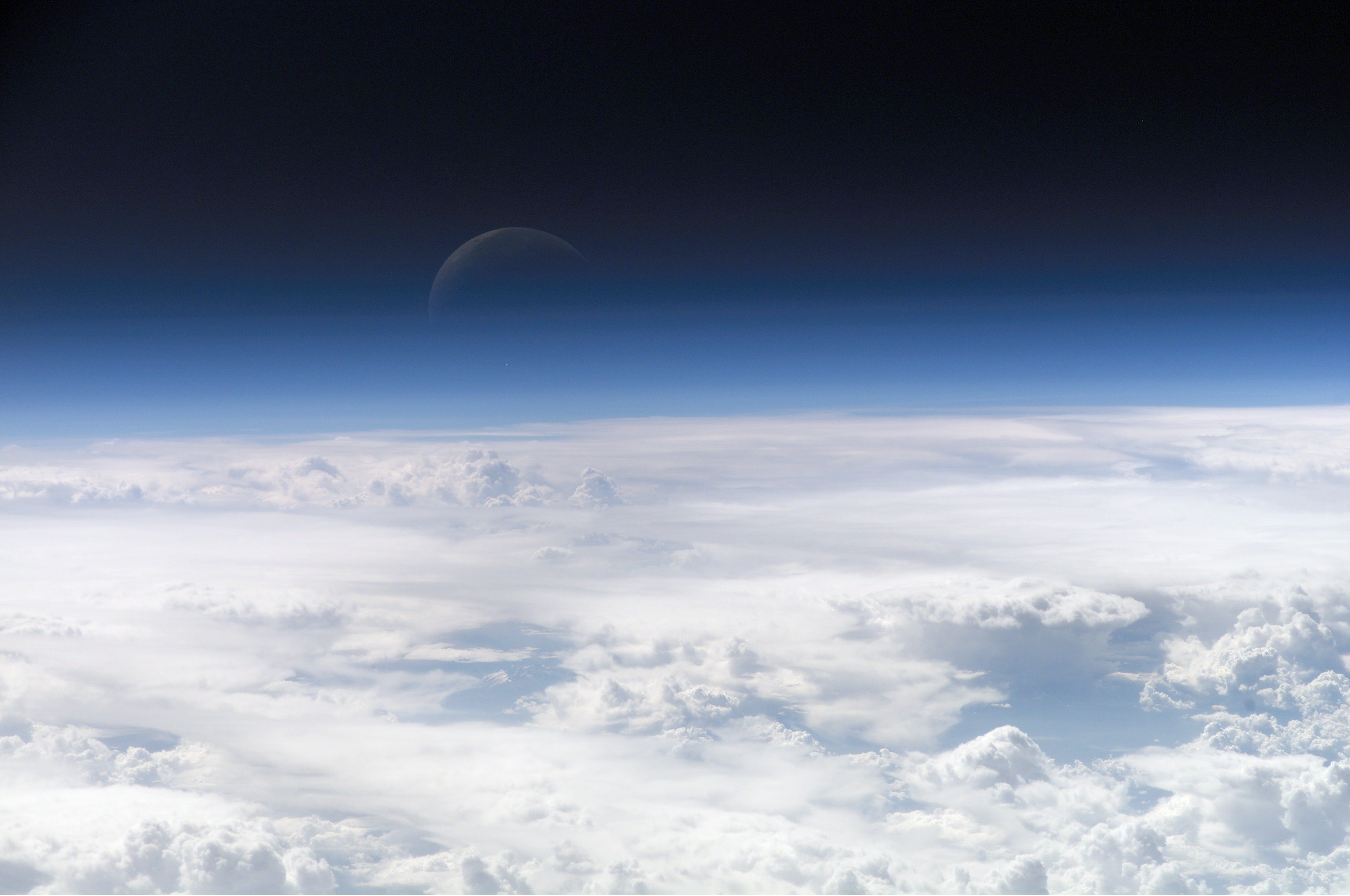
Los principales componentes de la atmósfera de Kepler-442b podrían ser detectados con análisis espectroscópicos de la pendiente de dispersión de Rayleigh, indicando si es semejante a la terrestre e incluso si hay vida en el planeta.

Los compuestos presentes en la atmósfera de la Tierra —fundamentalmente nitrógeno y oxígeno— son comunes en el universo, y es posible que Kepler-442b cuente con ellos. Si posee una mayor concentración de gases de efecto invernadero que la Tierra para contrarrestar su baja temperatura superficial, es posible que hayan surgido formas de vida simples en el planeta, capaces de actuar como un factor de habitabilidad regulando y equilibrando su temperatura. En el futuro, medidas espectroscópicas de la pendiente de dispersión de Rayleigh durante tránsitos astronómicos de Kepler-442b permitirán conocer su composición atmosférica y calcular de forma precisa las condiciones reales presentes en el planeta. Además, podrán detectar los niveles de oxígeno molecular y ozono para confirmar o descartar la presencia de vida.
El «HZA» —Habitable Zone Atmosphere— asignado por el PHL a Kepler-442b es de -0,06 frente a los -0,52 de la Tierra. Este indicador muestra la densidad atmosférica estimada del planeta en una escala de -1 a +1, donde -1 supone una atmósfera prácticamente inexistente y +1 una excesivamente densa similar a la de los gigantes gaseosos. Con un valor de -0,06, su atmósfera debería ser más densa que la terrestre, pero lejos de alcanzar las concentraciones de Venus.

## Índice de similitud con la Tierra
El «IST» o índice de similitud con la Tierra —del inglés «ESI» o Earth Similarity Index— es una medida empleada en exoplanetología para catalogar cuerpos planetarios en función de su grado de semejanza con la Tierra. Su valor, comprendido entre 0 —sin parentesco alguno— y 1 —asignado a nuestro planeta—, se calcula partiendo del radio medio, densidad aparente, velocidad de escape y temperatura superficial de un planeta y comparándolos con los de la Tierra. Algunos atributos no tenidos en cuenta, como la masa, se infieren a partir de los ya incluidos, como la densidad y velocidad de escape. Sin embargo, otros como la atmósfera, tipo estelar y edad no entran en el cálculo del «IST».
Como consecuencia, Venus tiene un «IST» relativamente alto a pesar de su efecto invernadero descontrolado. Del mismo modo, un exoplaneta recién formado o uno perteneciente a una enana roja y anclado por marea a su estrella, pueden tener un índice elevado a pesar de presentar condiciones hostiles para la vida. También es posible que cuerpos con importantes diferencias en sus características, como Kepler-438b —88 %— y Kepler-442b —84 %— puedan tener un «IST» parecido. El cálculo es ponderado, de tal manera que atributos como la temperatura superficial tienen un peso mayor en el cálculo que otros como la velocidad de escape.
El «IST» de Kepler-442b se ve limitado por su temperatura superficial al igual que Kepler-438b y Kepler-296e, aunque en este caso a la baja. Su índice es algo inferior como consecuencia de una masa y radio ligeramente superiores a los de la Tierra y a la temperatura media de los otros dos, más próxima a la de nuestro planeta. Sin embargo, es posible que Kepler-442b sea habitable y los otros exoplanetas citados no lo sean —o a la inversa—. Su habitabilidad depende del cumplimiento de ciertas condiciones analizadas en puntos anteriores.

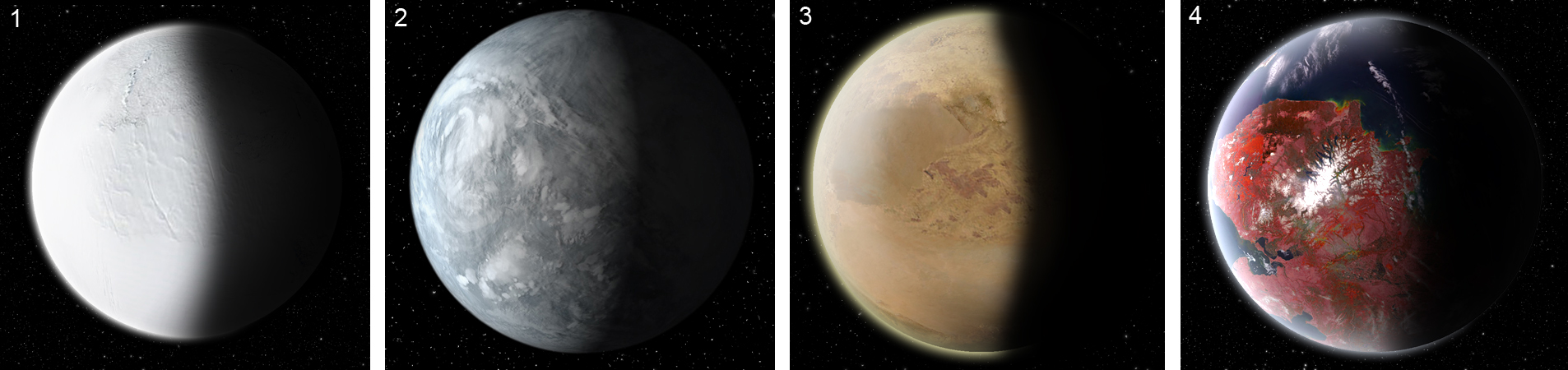
Posibles aspectos de Kepler-442b en función de sus características reales: 1) Fruto de una glaciación global permanente, 2) Brumoso planeta océano, 3) Planeta desierto con poca o ninguna cantidad de agua sobre su superficie, y 4) Planeta superhabitable con densos bosques de tono rojizo.

## Comparación
Esta lista refleja la ubicación de Kepler-442b entre los 10 exoplanetas confirmados con mayor IST y sus características principales, en comparación con la Tierra:
| #   | Nombre           | IST  | SPH  | HZD   | HZC   | HZA   | Temp.    | ClaseH        | Dist.     | Año desc.    | Masa     | Radio   | Tipo          | Dur. Año    | TipoE | AncM | Excent. | Edad    |  |
| --- | ---------------- | ---- | ---- | ----- | ----- | ----- | -------- | ------------- | --------- | ------------ | -------- | ------- | ------------- | ----------- | ----- | ---- | ------- | ------- |  |
| N/d | Tierra           | 1.00 | 0.72 | -0.50 | -0.31 | -0.52 | 7.2 °C   | Mesoplaneta   | 0         | Prehistórico | 1 M⊕     | 1 R⊕    | Terrestre     | 365.26 días | G     | No   | 0.02    | 4.57 Ga |  |
| 1   | Kepler-438b      | 0.88 | 0.50 | -0.94 | -0.17 | -0.49 | 37.45 °C | Mesoplaneta   | 472.9 al  | 2015         | ?        | 1.12 R⊕ | Terrestre     | 35.23 días  | K     | Si   | 0.03    | 4.4 Ga  |  |
| 2   | Kepler-296e      | 0.85 | 0.75 | -0.87 | -0.16 | 0.04  | 33.45 °C | Mesoplaneta   | 1692.8 al | 2014         | ?        | 1.48 R⊕ | ¿Terrestre?   | 34.14 días  | M     | Si   | 0.10    | 4.2 Ga  |  |
| 3   | Gliese 667 Cc    | 0.84 | 0.64 | -0.62 | -0.15 | 0.21  | 13.25 °C | Mesoplaneta   | 23.6 al   | 2011         | ≥3.80 M⊕ | ?       | ¿Terrestre?   | 28.14 días  | M1.5V | Si   | 0.02    | 2 Ga    |  |
| 4   | Kepler-442b      | 0.84 | 0.04 | -0.34 | -0.16 | -0.06 | -2.65 °C | Psicroplaneta | 1115.5 al | 2015         | ?        | 1.34 R⊕ | Terrestre     | 112.31 días | K     | No   | 0.04    | 2.9 Ga  |  |
| 5   | Kepler-62e       | 0.83 | 0.96 | -0.70 | -0.15 | 0.28  | 28.45 °C | Mesoplaneta   | 1200.3 al | 2013         | ?        | 1.61 R⊕ | ¿Minineptuno? | 122.39 días | K2V   | No   | 0.00    | 7 Ga    |  |
| 6   | Kepler-452b      | 0.83 | 0.93 | -0.61 | -0.15 | 0.30  | 29.35 °C | Mesoplaneta   | 1402.5 al | 2015         | ?        | 1.63 R⊕ | Supertierra   | 384.84 días | G2    | No   | 0.00    | 6 Ga    |  |
| 7   | Gliese 832 c     | 0.81 | 0.96 | -0.72 | -0.15 | 0.43  | 21.55 °C | Mesoplaneta   | 16.1 al   | 2014         | 5.40 M⊕  | ?       | Minineptuno   | 35.68 días  | M1.5V | Si   | 0.18    | -       |  |
| 8   | EPIC 201367065 d | 0.80 | 0.00 | -1.00 | -0.15 | 0.06  | 48.95 °C | Mesoplaneta   | 146.8 al  | 2015         | ?        | 1.52 R⊕ | ¿Supervenus?  | 44.56 días  | M0.2  | Si   | 0.00    | 1 Ga    |  |
| 9   | Kepler-283c      | 0.79 | 0.85 | -0.58 | -0.14 | 0.69  | 17.95 °C | Mesoplaneta   | 1741.7 al | 2014         | ?        | 1.81 R⊕ | Minineptuno   | 92.74 días  | K     | Si   | 0.00    | -       |  |
| 10  | Tau Ceti e       | 0.78 | 0.00 | -0.92 | -0.15 | 0.16  | 49.75 °C | Mesoplaneta   | 11.9 al   | 2012         | 4.29 M⊕  | ?       | ¿Supervenus?  | 168.12 días | G8.5V | No   | 0.05    | 5.8 Ga  |  |

## Galería
|                                                                                 |
| Comparación de los planetas con mayor IST encontrados por el telescopio Kepler. |